# Dislocamento
Il dislocamento di una nave è la massa dell'acqua da essa spostata la quale, per il principio di Archimede, è uguale alla massa totale della nave stessa e, conseguentemente, i pesi dell'acqua e della nave si equivalgono (peso proprio e peso dei carichi solo in situazione di equilibrio idrostatico).
La relazione che lega il dislocamento con il volume di acqua spostata, quantità calcolabile con procedimenti geometrici, è proporzionale:
{\displaystyle \Delta =\rho V}
dove Δ è il dislocamento misurato in
- tonnellate metriche (corrispondenti a 1000 kg)
- long ton (corrispondenti a 1016,0469088 kg), in uso in Gran Bretagna[2]
- short ton (corrispondenti a 907,185 kg), in uso negli Stati Uniti[2]

{\displaystyle \rho } è la densità del liquido in tonnellate per metro cubo (circa 1,026 t/m³ per l'acqua di mare) e {\displaystyle V} è il volume spostato in metri cubi.
Questa unità di massa non va confusa con la tonnellata di stazza, una misura di volume.

## Tipologia
Si possono indicare diversi tipi di utilizzo per il termine.
Dislocamento (D)è la massa reale di una nave e del suo contenuto. Si usa per classificare le imbarcazioni non mercantili, poiché il loro carico è più o meno costante e non sono soggette al sistema di tariffe portuali usate per il commercio.
Dislocamento a vuoto (Dv)misura la massa della nave senza carburante, carico, passeggeri, equipaggio, né provviste a bordo.
Tonnellaggio di portata lordarappresenta la differenza tra i due valori e rappresenta la capacità di carico in sicurezza della nave (fino al bordo libero estivo, che cambia a seconda della tipologia di acqua in cui la nave è immersa.)
Dislocamento standardè un termine specifico definito dal Trattato navale di Washington del 1922. È definito come il dislocamento della nave con equipaggio e rifornimenti al completo, includendo armi, munizioni, equipaggiamento, provviste, acqua potabile e ogni altro materiale imbarcato quando salpa per missioni di guerra ma senza carburante o acqua di riserva per le caldaie. Non rappresenta quindi il reale dislocamento della nave pronta per il mare.